# Рододендрон подъельниковый
Рододе́ндрон золотистый разн. подъе́льниковый (лат. Rhododendron aureum var. hypopitys) — представитель рода рододендронов. Встречается под устаревшим синонимичным названием Рододе́ндрон подъе́льниковый.
Кустарник высотой до 1,5 м.
Встречается в устье Амура, по побережью Охотского моря и в бассейне реки Тумнин.
Выделен А. И. Поярковой из рододендрона золотистого по признаку более крупных (10 — 15 см в длину), плоских или со слегка завёрнутыми краями листьев, однако по современной классификации считается внутривидовым таксоном в ранге разновидности.